# Красный Пахарь (Башкортостан)
Кра́сный Па́харь (баш. Красный Пахарь) — деревня в Белокатайском районе Республики Башкортостан Российской Федерации. Входит в состав Утяшевского сельсовета.

## География

### Географическое положение
Расстояние до:
- районного центра (Новобелокатай): 12 км,
- центра сельсовета (Нижнеутяшево): 18 км,
- ближайшей ж/д станции (Ургала): 40 км.

## Население
| 2002 | 2009 | 2010 |
| ---- | ---- | ---- |
| 128  | ↗142 | ↘130 |

### Национальный состав
Согласно переписи 2002 года, преобладающая национальность — башкиры (84 %).